# Witteugelrupsvogel
De witteugelrupsvogel (Coracina boyeri) is een zangvogel uit de familie van de rupsvogels. 

## Verspreiding en leefgebied
Het is een endemische vogel van Nieuw-Guinea en telt twee ondersoorten:
- C. b. boyeri: noordwestelijk en noordelijk Nieuw-Guinea.
- C. b. subalaris: zuidelijk en zuidoostelijk Nieuw-Guinea.

## Status
De witteugelrupsvogel heeft een groot verspreidingsgebied en daardoor is de kans op uitsterven gering. De grootte van de populatie is niet gekwantificeerd maar de soort wordt omschreven als algemeen in laagland gebieden. Er is geen aanleiding te veronderstellen dat de soort in aantal achteruit gaat. Om deze redenen staat deze rupsvogel als niet bedreigd op de Rode Lijst van de IUCN.